# Titularbistum Botriana
Botriana ist ein Titularbistum der römisch-katholischen Kirche.
Es geht zurück auf einen untergegangenen Bischofssitz in der gleichnamigen antiken Stadt, die in der römischen Provinz Africa proconsularis lag. Der Bischofssitz war der Kirchenprovinz Karthago zugeordnet.
| Titularbischöfe von Botriana |                                              |                                           |                   |                    |
| Nr.                          | Name                                         | Amt                                       | von               | bis                |
| 1                            | Jean-Marie Lesourd MAfr                      | Apostolischer Vikar von Nouna (Obervolta) | 18. Oktober 1951  | 14. September 1955 |
| 2                            | Thomas Mongo                                 | Weihbischof in Douala (Kamerun)           | 21. November 1955 | 5. Juli 1957       |
| 3                            | Jean-Baptiste Musty                          | Weihbischof in Namur (Belgien)            | 4. Oktober 1957   | 8. Dezember 1992   |
| 4                            | Renzo Fratini Titularerzbischof pro hac vice | Apostolischer Nuntius                     | 7. August 1993    |                    |